# Lykeion
Uppslagsordet ”Lyceum” leder hit. För tidskriften, se Lyceum (tidskrift). För gymnasier i Finland, se Gymnasium – Finland.

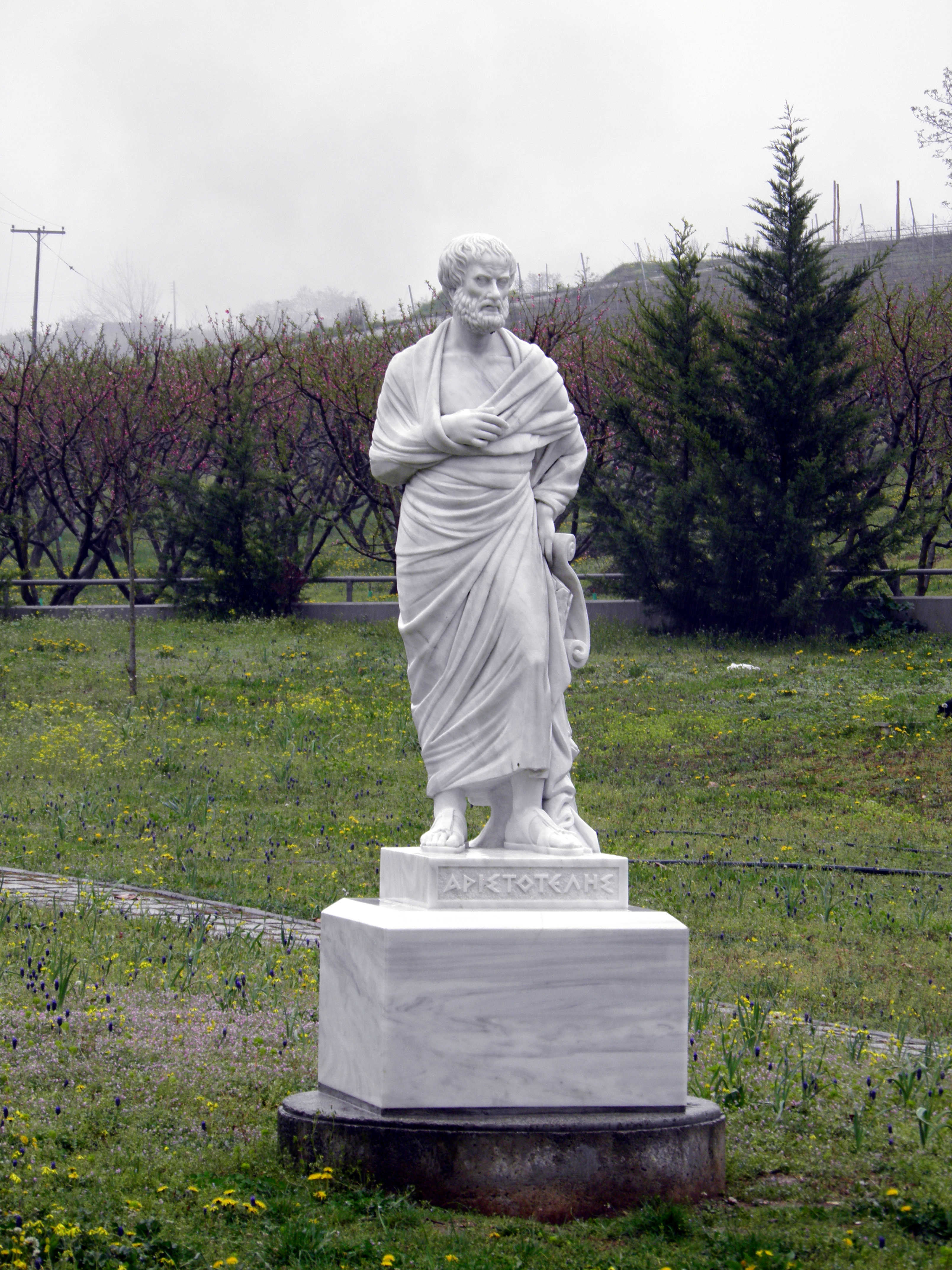
Aristoteles som staty vid platsen för Lykeion.

Lykeion (grekiska Λύκειον, Lykeion; latin Lyceum, Lycium) var en helgedom nära Aten helgad åt Apollon, bland flera epitet känd som Apollo Lykeios. Det var även namnet på ett intilliggande gymnasium. Där inrättade Aristoteles den filosofiska skolan Peripatetiska skolan år 334 f.Kr., efter Platons död. Med anledning härav har ordet i den latinska formen lyceum upptagits i de nyare språken som beteckning för en högre, universitetsförberedande skola.
Aristoteles vände sig mot den nya inriktning som Akademin (Platons skola) hade tagit. Lykeion inriktade sig mer på empirisk naturvetenskap till skillnad mot Akademins idealism, matematik och spekulation. Aristoteles flydde från Aten år 323 f.Kr., men skolan fanns kvar under olika ledare tills den romerske generalen Sulla förstörde den under sitt anfall mot Aten år 86 f.Kr.
Lämningarna efter Lykeion återfanns i dagens Aten (i sydöstra Grekland) år 1996, i en park bakom Hellenska parlamentet.
Lykeion är beläget 108 meter över havet.

## Skolformen lyceum
Lyceum var från 1927 års svenska läroverksreform benämningen på en sorts allmänt läroverk, som fungerade som kombinerade realskolor och gymnasier. Lyceiutbildningen var en fortsättning på folkskolans sjätte klass och avsedd att leda till studentexamen. Utbildningen var sexårig och indelad i latinlyceum, reallyceum och nyspråkligt lyceum.
Lyceer inrättades i Stockholm, Göteborg, Malmö, Uppsala och Lund, men blev aldrig särskilt populära, och skoltypen avskaffades på 1940-talet.